# Europaplatz (Aachen)

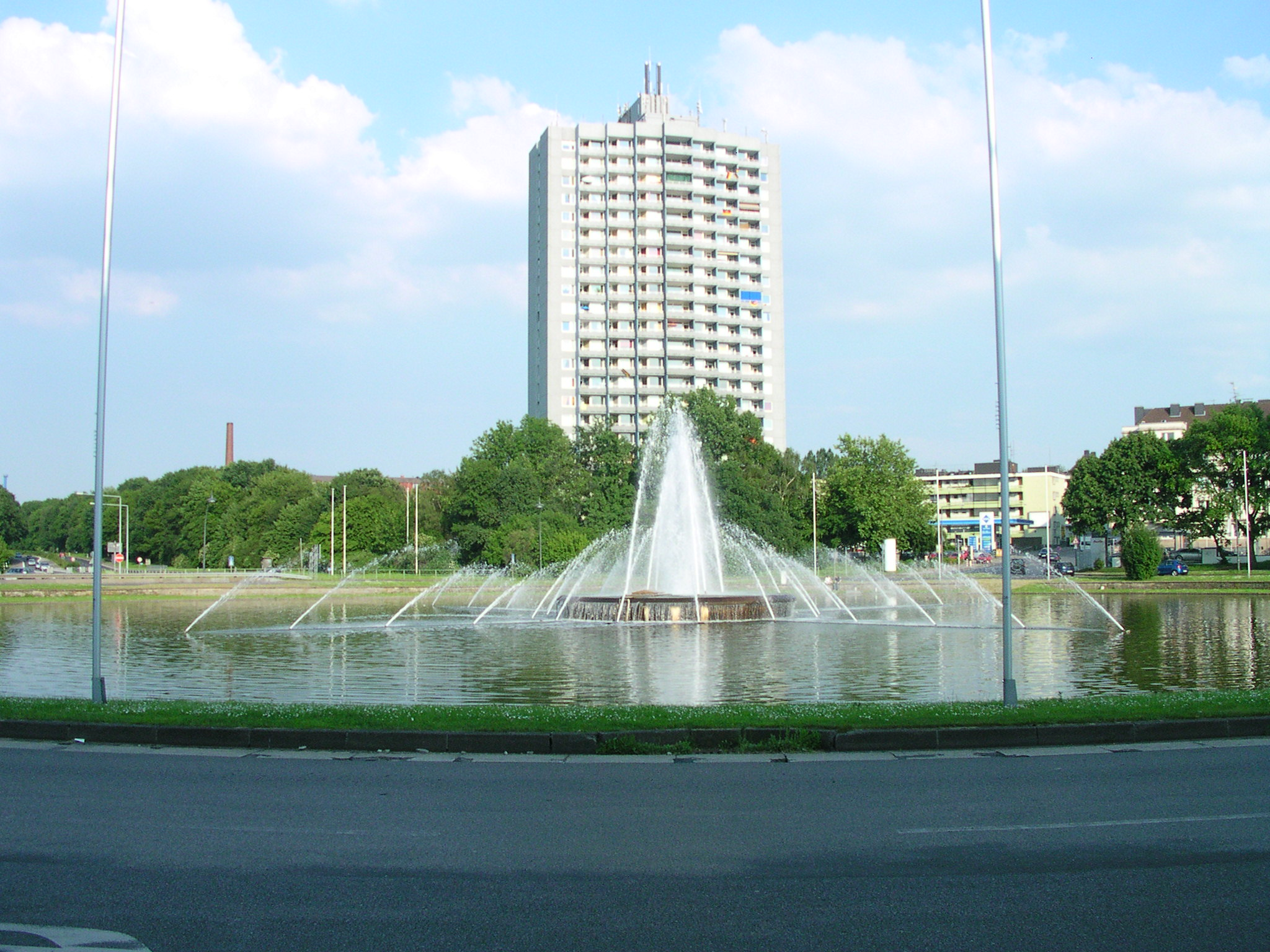
Der Brunnen bei Tag. Dahinter das Europahochhaus früher Iduna-Hochhaus

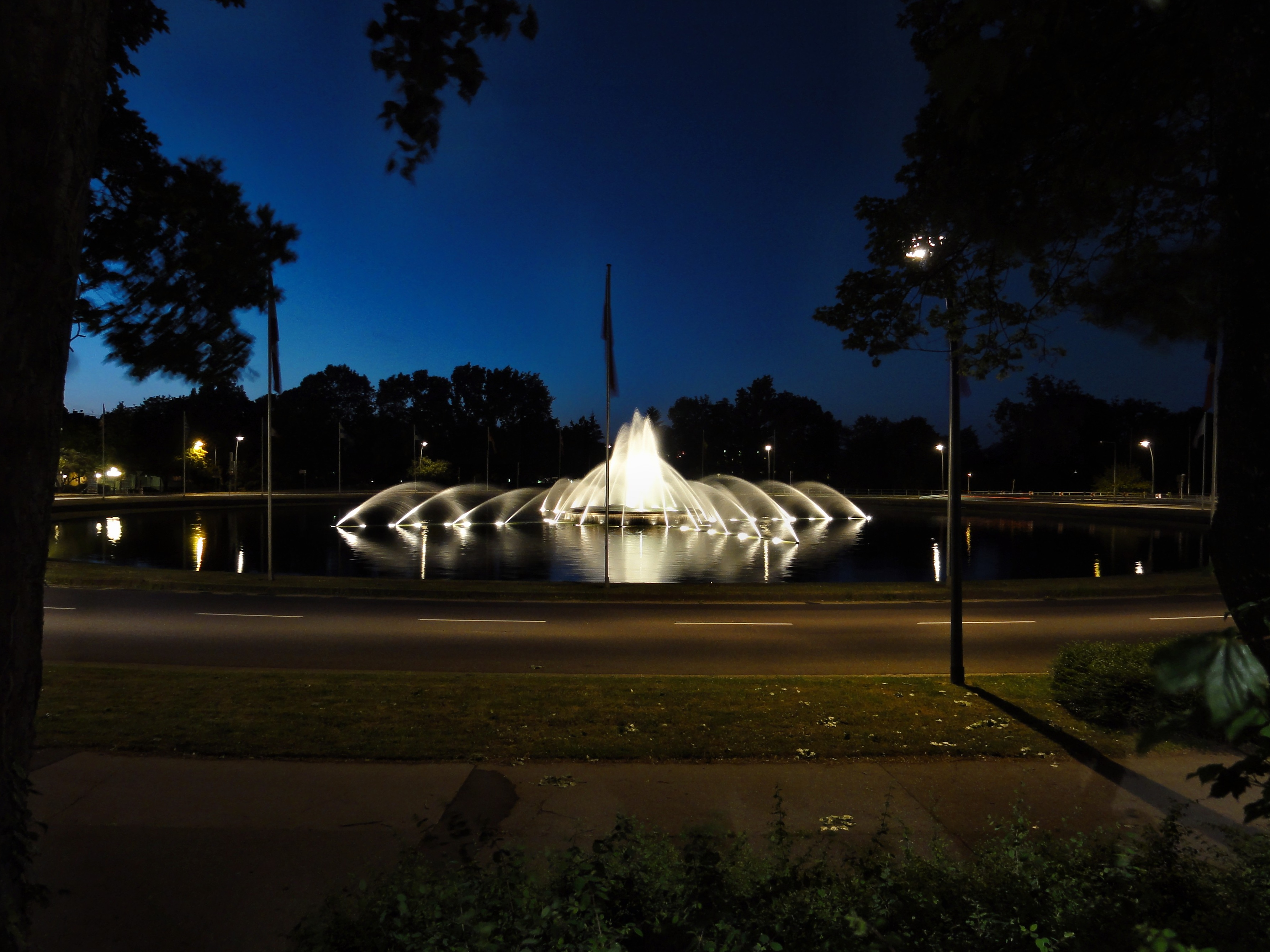
Der Brunnen bei Nacht

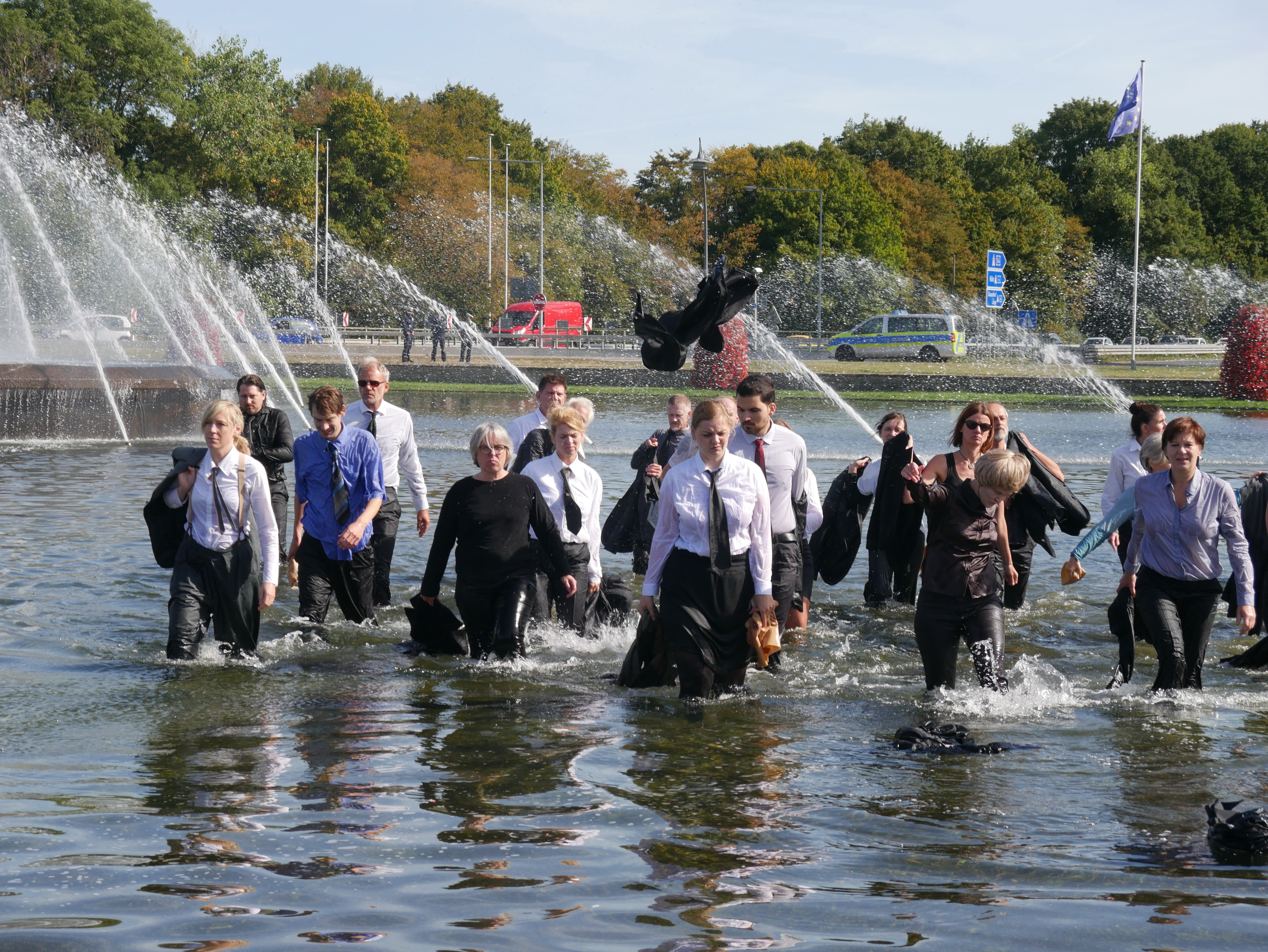
Kunstaktion der Artists for Future

Der Europaplatz (früher Verteilerkreis genannt) in Aachen, Nordrhein-Westfalen ist ein durch den dortigen Brunnen geprägter unechter Kreisverkehr an der Grenze zwischen Nord- und Ostviertel. Hier tritt die Wurm wieder an die Oberfläche.
Markant ist der größte Brunnen Aachens in der Mitte des Kreisverkehrs, der mit seinen nachts beleuchteten Fontänen, außer im Winter, die Reisenden begrüßt die ins Aachener Zentrum kommen. Außerdem sind um den Brunnen die Flaggen der Europäischen Union und ihrer Mitgliedsstaaten aufgezogen.
In den Kreisverkehr münden die Bundesautobahn 544 vom Autobahnkreuz Aachen kommend und die Straße Europaplatz. Die Joseph-von-Görres-Straße mündet auch in den Kreisverkehr und wird auf der gegenüber liegenden Seite weitergeführt. Der Kreisverkehr gehört zur Bundesstraße 1 und Bundesstraße 264. Südöstlich des Kreisverkehrs steht das Europahochhaus (früher Iduna-Hochhaus), welches über 302 Eigentumswohnungen verfügt.
Vom 24. August 2015 bis zum 7. September 2015 war der Europaplatz wegen Sanierungsarbeiten komplett gesperrt.
Bei der „Fridays for Future“-Demo am 20. September 2019 führte die Gruppe Artists for Future Aachen unter den Augen von 8000 Demonstrierenden der „Fridays for Future“-Bewegung eine Inszenierung der Klimapakets-Verhandlungen im Brunnen durch.
Mit der Sperrung der Autobahn wegen der Erneuerung der Haarbachtalbrücke  wurde seit 2024 der Europaplatz umgebaut. Dies kostete etwa 1,15 Millionen Euro, wobei bis zu 80 Prozent der Kosten vom Land NRW mit Fördermitteln aus dem Projekt „Soziale Stadt Aachen-Nord“ übernommen wurden.